# Bres (god)
In de Ierse mythologie was Bres een koning van de Tuatha Dé Danann. Zijn ouders waren prins Elatha, de zoon van de koning van de Fomóiri, en de godin Ériu. Hij groeide zo snel dat hij, toen hij zeven jaar oud was, zo groot was als een kind van veertien.
In de eerste Slag bij Magh Tuireadh verloor de koning van de Tuatha Dé Danann, Nuada, een hand, waardoor hij geen koning meer kon zijn. In een poging de verhoudingen tussen de Fomóiri en de Tuatha Dé Danann te verbeteren werd Bres tot koning benoemd. Hij trouwde met Brigit.
Bres liet de Tuatha Dé Danann als slaaf voor de Fomóiri werken:Ogma werd gedwongen brandhout te dragen en de Dagda moest grachten om hun forten heen graven.
Toen Bres zeven jaar geregeerd had, liet Nuada zijn hand vervangen door een van zilver, en kreeg hij zijn troon terug. Bres werd verbannen. Hij vroeg zijn vader hem te helpen weer koning te worden, maar Elatha weigerde Bres te helpen op oneerlijke wijze terug te winnen wat hij niet zelf had kunnen behouden. Balor, een andere leider van de Fomóiri, wilde hem wel helpen.
Bres leidde de Fomóiri in de tweede Slag bij Magh Tuireadh, die ze verloren. Bres smeekte bij Lugh voor zijn leven, en beloofde in ruil daarvoor de Tuatha Dé Danann de landbouw te leren.
Abnoba · 
Ancamna ·
Andarta ·
Andraste ·
Anu ·
Artio · 
Arduinna · 
Arvernorix · 
Aufaniae · 
Ategnissa · 
Aveta · 
Badb ·
Banba ·
Belenos ·
Belisama · 
Bormo · 
Branwen ·
Breg ·
Bres ·
Breogán ·
Brigantia · 
Bussurigios · 
Cailleach ·
Camulos ·
Caturix · 
Cernunnos ·
Cicollos · 
Cissonius · 
Cú Chulainn ·
Dagda ·
Danu ·
Domnu ·
Epona ·
Ériu ·
Esus ·
Fand ·
Fódla ·
Gontia · 
Grannus · 
Gwendolyn ·
Herecura · 
Icovellauna · 
Intarabis · 
Inciona ·
Iouga ·
Lí Ban ·
Litavis · 
Llŷr ·
Loucetius · 
Lugh ·
Lugos · 
Luxovius ·
Macha ·
Marrigu ·
Matres ·
Mogons · 
Mogontia · 
Morrigan ·
Nemain ·
Nemetona · 
Ogma ·
Ogmios · 
Poeninus · 
Ritona · 
Rhenus · 
Rosmerta · 
Seela ·
Sequana ·
Sídhe ·
Suleviae ·
Taranis · 
Toutiorix · 
Teutanus · 
Teutates ·
Tuatha Dé Danann ·
Vassocaletis · 
Vellaunus ·
Vosegus · 
Xulsigiae